# 中国驻里约热内卢总领事馆
中华人民共和国驻里约热内卢总领事馆（葡萄牙語：Consulado-Geral da República Popular da China no Rio de Janeiro），简称中国驻里约热内卢总领事馆，是中华人民共和国派驻巴西里约热内卢州里约热内卢的最高级别外交机构。领区包括里约热内卢州、米纳斯吉拉斯州、圣埃斯皮里图州、巴伊亚州。

## 机构设置
中国驻里约热内卢总领事馆设置下列机构：
- 双边处
- 领侨处
- 办公室